# British Phonographic Industry
De British Phonographic Industry (BPI) is de vereniging van de Britse muziekindustrie. In totaal zijn meer dan 300 muziekverenigingen geregistreerd als onderdeel van de BPI, waaronder de drie grootste bedrijven in het VK - Universal, Sony en Warner. Tot op heden is 85% van alle Britse muziekverenigingen lid van de British Phonographic Industry.
De BPI is samen met de Entertainment Retailers Association (ERA) mede-eigenaar van de Official Charts Company (OCC) en organiseert zowel de Brit Awards als de Classical Brit Awards. De BPI stelt ook de limieten van Britse zilveren, gouden en platina onderscheidingen en kent deze sinds 1 januari 1973 toe voor de verkoop en het gebruik van muziek.

## Aantallen
Sinds 1 januari 1979 worden prijzen uitgereikt op basis van het aantal verkochte publicaties. Zodra de Official Charts Company voldoende omzet van de gepubliceerde geluidsdrager heeft vastgesteld, komt de geluidsdrager in aanmerking voor een zilveren, gouden of platina onderscheiding. De volgende verkopen moeten minimaal worden behaald.
| Formaat    | Onderscheiding | Onderscheiding | Onderscheiding |
| Formaat    | Zilver         | Goud           | Platina        |
| ---------- | -------------- | -------------- | -------------- |
| Album      | 60.000         | 100.000        | 300.000        |
| Single     | 200.000        | 400.000        | 600.000        |
| Muziek-dvd | -              | 25.000         | 50.000         |